# Епархия Навронго — Болгатанга
 Епархия Навронго — Болгатанга (лат.  Dioecesis Navrongensis-Bolgatangana) — епархия Римско-католической церкви c центром в городе Навронго, Гана. Епархия Навронго — Болгатанга входит в митрополию Тамале.

## История
23 апреля 1956 года Папа Римский Пий XII учредил буллой «Semper fuit» епархию Навронго, выделив её из епархии Кета (сегодня — епархия Кета-Акатси) и епархии Тамале (сегодня — архиепархия Тамале). 30 марта 1977 года епархия Навронго — Болгатанга стала частью церковной провинции Тамале.

## Ординарии епархии
- епископ Gerard Bertrand (12.04.1957 — 13.04.1973)
- епископ Rudolph A. Akanlu (13.04.1973 — 14.03.1994)
- епископ Lucas Abadamloora (14.03.1994 — 23.12.2009)